# Bagnari
Bagnari (Georgisch: ბაღნარი; Armeens: Բաղնարի; Russisch: Багнари) of ook wel Chysjcha / Chysjcharipsj (Abchazisch: Хышәҳа / Хышәҳарыҧшь; Russisch: Хышха / Хышхарыпш) is een dorp in de Georgische autonome en feitelijk afgescheiden republiek Abchazië, gelegen in het district Gagra. Het dorp ligt elf kilometer ten noorden van Gantiadi en 30 kilometer van districtscentrum Gagra, op ongeveer 230 meter boven zeeniveau in het voorgebergte van het Gagragebergte. De nederzetting ligt bij de samenvloeiing van twee beken die de Chasoepsja-rivier voeden.

## Toponiem
Het toponiem Bagnari betekent in het Georgisch letterlijk een "plek met veel tuinen". Het Abchazische Chysjcharipsj is gevormd uit de generieke naam Chysjcha en het achtervoegsel 'psj' (ԥsh), waarmee "hun land" wordt uitgedrukt. In documenten van de regeringscommissie voor het hernoemen en verduidelijken van de namen van nederzettingen van de Abchazische ASSR in 1935, werd het toponiem Chisjcha / Chysjcha (Хишха / Хышәҳа) aangegeven als de oorspronkelijke naam van het dorp.

## Geschiedenis
Op de plek van Bagnari bestond volgens Abchazische geschiedschrijvers een nederzetting dat begin 19e eeuw als Chysjoroepsja werd gedocumenteerd. Als gevolg van het einde van de Kaukasusoorlog en de Russische annexatie van het Vorstendom Abchazië in 1864 werden grote delen van de oorspronkelijke bevolking gedeporteerd naar het Ottomaanse Rijk, waaronder ook uit Chysjoroepsja. Nadat de Abchaziërs waren verdreven, werd de naam van het verlaten dorp veranderd in Christoforovo (Russisch: Христофорово), vernoemd naar de landeigenaar Christoforov die hier een boerderij bezat.
Er volgde kolonisatie door volkeren uit andere delen van het Russische Rijk. In 1897 vestigden zich er Armeniërs uit de omgeving van de Turkse stad Samsun. De nederzetting concentreerde zich op de teelt van onder andere tabak, maïs, groenten, tuinbouw, pluimveehouderij en melkveehouderij. Het als centrum van de dorpsgemeenschap een middelbare school, ziekenhuis, zagerij en een bibliotheek. In 1944 werd Christoforovo omgedoopt in Bagnari en in 1949 werd de dorpsgemeenschap Bagnari opgericht met de dorpen Atsjmarda, Kldekari, Mendeleevo en Veli met Bagnari als centrum.
In 1992 veranderden de Abchazische separatisten de naam in Chysjcha / Chysjcharipsj, naar het oorspronkelijke toponiem. De Georgische autoriteiten bleven Bagnari gebruiken.

## Demografie
Volgens de Abchazische volkstelling van 2011 woonden er 334 mensen in de dorpsgemeenschap Bagnari, bestaande uit de dorpen Atsjmarda, Bagnari, Kldekari, Mendeleevo en Veli. Hiervan was het overgrote deel Armeens (88,9%), gevolgd door Russen (7,8%). Er woonden slechts enkele Oekraïners, Abchaziërs en Georgiërs.
| Aantal                                                                                                   | 1.450 | 642 | 334 |
| Verantwoording data: 1926-2011. Noot: De Abchazische cijfers vanaf 1994 worden niet erkend door Georgië. |       |     |     |